# 管如徳
管 如徳（かん じょとく、1247年 - 1290年）は、モンゴル帝国に仕えた漢人将軍の一人。黄州黄陂県の出身。

## 概要
管如徳の父の管景模はもと南宋の将であったが、蘄州の陥落とともにモンゴルに降り淮西宣撫使に任命された人物で、この時管如徳も同時に江州都統制に任命されている。至元12年（1275年）には捕虜となってしまったが、同輩7名とともに護送者の油断をついて脱出に成功し、父のもとに戻った時には ｢これぞまことに我が子である」と喜ばれたという。その後、クビライに謁見すると、クビライは「このように父に対して孝を尽くすならば、我に対しても必ず忠を尽くすであろう」と述べて自らの側近とした。この頃、クビライの前で2つの強弓を同時に引いて見せたことや、狩猟中に馬では越えられないような大溝に自らの衣服で浮橋を作った逸話が知られ、後者の時には「バアトル（抜都）」の称号を授けられている。またある時、クビライが「我は何を以て天下を得たと言えるか。逆に南末は何を以て滅びたと言えるか」と問いかけると、管如徳は「陛下は福徳で以て勝利されました。襄陽・樊城は南宋の喉元と言える要衝でしたが、喉元を塞がれれば亡びは免れません」と答えたという。管如徳の回答をよしとしたクビライは国書（モンゴル文）を学ぶよう命じ、その後湖北招討使の地位を授けられた。
同年6月からはバヤン、アジュら率いる大軍が南宋領への全面侵攻を開始し、管如徳も先鋒軍の一員としてこれに加わった。揚州揚子橋の戦いでは夜通しで奮戦し南宋側の張都統らを捕虜とすることで南宋兵を滑走させる功績を挙げている。7月、焦山江に進んで夏貴率いる軍団を破り、南宋軍から奪った牌印・衣甲・兵糧は全てアジュの下に送られた。この勝利がクビライの下に報告されると、クビライは管如徳を賞するよう命じたという。モンゴル軍が鎮江に至ると、管如徳は周辺諸城に投降を呼びかけ、ほとんどの守将が戦わずして降った。バヤンが南宋の首都の臨安を占領した後、周辺一帯に投降を促す者を選抜しようとした所皆が一致して管如徳を推薦した。そこでバヤンの命を受けた管如徳は紹興諸郡を投降させることに成功し、この功績を聞いたクビライは宝刀を管如徳に下賜した。この後の戦闘で宝刀は次第に欠けていき、後に管如徳はクビライに入観したときにその旨を報告したが、クビライはかえって奮戦の証であるとして褒めたたえたという。
その後、浙西宣慰使に任命されたものの、法制が未整賈文備であったことや日本遠征に旧南宋兵を転用することなどが重なって統治に難航したとされる。至元20年（1283年）にはクビライより江南の民（旧南宋民）にまだ叛意はあるかと問われ、以前は生活が不安定であったが、連年豊作が続いたことで今や不満を持つ者はいない、と回答したとされる。
至元24年（1287年）からは江西行省参知政事の地位に移り、豪猾・姦吏を追放して統治を刷新したため民は大いに喜んだという。またこの時、贛州・汀州で盗賊が起こったため、管如徳が諸将を指揮してこれを討伐している。至元26年（1289年）に江西行尚書省左丞の地位に移ったが、この頃鍾明亮が循州で叛乱を起こしたため、管如徳が命を受けてこれを討伐することになった。集まった諸将は直接鍾明亮の本拠を衝くことを主張したが、管如徳はただでさえ大軍の招集によって疲弊している民にこれ以上負担をかけるわけにいかないと述べ、使者を派遣し改めて投降を促した。賊は大軍を召集しながらなお交渉による投降を勧める管如徳に誠意を感じ、遂に鍾明亮は10騎余りとともに贛州石城県に赴き投降を申し出た。これを受けて平章政事アウルクチは鍾明亮の処刑を主張したが、管如徳が諫めて止めさせたという。その後、44歳にして亡くなった。息子の管淳祖は中順大夫・龍興路富州尹の地位に至っている。